# Parker Hannifin
Parker Hannifin, eller Parker i dagligt tal, är ett amerikanskt företag med 60 000 anställda [2012], merparten i USA och Europa, men även övriga delar av världen.

## Affärsområden
Verksamheten är indelad i nio affärsområden:
- Hydraulik
- Pneumatik
- Elektromekanik
- Filtrering
- Processkontroll
- Vätske- och gaskontroll
- Försegling och avskärmning
- Klimatkontroll
- Flygindustrin [2]

## Svenska enheter
I Sverige har Parker ca 1 200 anställda och har huvudsakligen verksamhet på följande orter:
- Borås (Affärsområde Mobil hydraulik samt säljkontor ca 400 anställda)
- Stockholm (Säljkontor samt affärsområde Kylare och Ackumulatorer)
- Malmö (Säljkontor)
- Falköping (Affärsområde Hydraulik "Odenverken)"
- Mölnlycke (Affärsområde Elektronik/IQAN)
- Skövde (TEMA snabbkopplingar, ca 100 anställda)
- Trollhättan (Affärsområde Hydraulik, ca 300 anställda)

Vid sidan av ovan egna enheter finns ett 30-tal distributörer som bär namnet för Parkers butikskoncept "Parker Store", där man tillhandahåller tjänster inom Parkers teknologier och också säljer komponenter såsom pressad slang, filterelement, hydraultillbehör med mera över disk.